# Jaguaribara
Jaguaribara é um município do estado do Ceará, no Brasil. Localiza-se no vale Jaguaribe, mais precisamente na Região do médio Jaguaribe, a uma Latitude (sul): 5º 39’ 29” e a uma Longitude (oeste): 38º 37’ 12”, estando a uma altitude de 150 metros. Sua população segundo o Censo do IBGE 2010, é de 10 399 habitantes. Possui uma área de 668 km²   quilômetros quadrados. Seu principal acesso se dá através da BR-116.
Possui um grande pólo de psiculturas, sendo considerado um dos maiores produtores de tilápia do Ceará.

## Açude Castanhão
O Castanhão é atualmente o maior reservatório de água doce do Ceará. Foi instalado às margens do Rio Jaguaribe, próximo ao centro de Jaguaribara. Muitos dizem que é o maior projeto hídrico do Ceará, por sua beleza e imponência. O Açude Castanhão compreende os limites geográficos de pelo menos quatro municípios cearenses: Jaguaribara (Nova Jaguaribara), Alto Santo, Jaguaretama e Jaguaribe, dadas as suas grandes dimensões.

### Idealização
Desde o Brasil Império a construção de barragens era considerada um dos mecanismos para ajudar a conviver com a seca. Em 1910, iniciaram os primeiros estudos topográficos e geológicos para a construção do Açude.
O engenheiro americano Roderic Crandal, consultor da então Inspetoria de Obras Contra as Secas - IOCS, hoje DNOCS, identificou o Boqueirão do Cunha, local apropriado para construir a barragem. 
No local onde hoje está construída a torre da tomada d'água, existia uma caverna conhecida popularmente como “Caverna do Doutor”, que serviu de residência e escritório a RODERIC. Interessante registrar que, no início da construção do Castanhão, durante as escavações da obra, encontrou-se um bloco de pedra com a enigmática inscrição: “REGIÃO DE SÃO SALVADOR CAVERNA DO MISTÉRIO OBRA DO FIM DOS TEMPOS 1893”. Nas escavações de solo foi encontrado um dente de um filhote de MASTODONTE, animal da família dos elefantes, que viveu na região milhões de anos antes.

### Assinatura
Em 1985, no governo do então presidente da República José Sarney, Paes de Andrade, cearense de Mombaça, assinou o projeto de construção do Castanhão quando assumiu interinamente a Presidência da República.
LOCALIZAÇÃO
Estado: Ceará – Brasil
Municípios: Alto Santo, Jaguaribara, Jaguaribe e Jaguaretama.
Distância de Fortaleza: 253 km pela rodovia BR 116
Bacia: Rio Jaguaribe
Rio barrado: Jaguaribe
Principais Rios: Jaguaribe, Salgado.
PROJEÇÃO – BENEFÍCIOS
Em operação, o açude do Castanhão propiciará benefícios de grande monta, como:
- Irrigação de 43.000 há de terras férteis do Chapadão do Castanhão e da Chapada do Apodi;
- Garantia d'água para o abastecimento da Região Metropolitana de Fortaleza;
- Controle de cheias do baixo vale do Jaguaribe;
- Produção de 3.800 ton/ano de pescado;
- Instalações de uma usina hidroelétrica, com capacidades de uma de gerar 22,5 megawatts:
- Criação de um polo turístico;
- Reservatório Pulmão para Transposição de Águas.

#### Impactos
- Inundação de 2/3 do município de Jaguaribara;
- Desestruturação econômica e produtiva;
- Redução da atividade pecuária;
- Impactos ambientais;

#### Construção
Em 16 de novembro de 1995, a Empresa Andrade Gutierrez iniciou a construção da barragem, com a fiscalização do DNOCS e acompanhada pelo consórcio Aguasolos e Hidroterra. Sua conclusão ocorreu no final de 2003, passando assim, oito anos de construção.

#### Custo
A construção da obra teve um investimento no valor de 407 milhões de reais. Deste valor 71% do Governo Federal e 29% do Governo Estadual.

#### Denominação
Açude Público Padre Cícero, foi à denominação legal do Açude, numa referência toda especial à fé do povo nordestino, que popularmente ficou conhecido como Castanhão por conta da proximidade com o Distrito “CASTANHÃO”, no município de Alto Santo.
Conta-se que o Distrito tem este nome em virtude de ter existido naquelas terras um cavalo de rara beleza, que por sua cor castanha o chamavam de castanhão, posteriormente denominado o lugarejo.

#### Inauguração
Em 23 de dezembro de 2002, o então Presidente da República – Fernando Henrique Cardoso inaugurou o Açude com 98% das obras concluídas, quando o então Governador do Estado Ceará era Beni Veras.

#### Abertura das comportas
Em 27 de fevereiro de 2004, surpreendendo as previsões técnicas, o Castanhão atingia a cota 97.7 quando foram acionadas as comportas do vertedouro, causando um espetáculo digno de ser admirado.

#### Reservatório
Capacidade Máxima De Acumulação: 6,7 Bilhões De M³ D`Água - Cota 111 M Volume Útil: 4,211 Bilhões De M³ / Cota 100m Volume Morto: 250 Milhões De M³ / Cota 71 M Área: 325 km² Cota 100 Comprimento Máximo: 48 km De Represa Comprimento Total Da Parede: 10.620 M 
Barragem Principal Tipo: Terra Homogênea/Concreto Compactado A Rolo - Ccr Coroamento: Cota 111 Extensão Pelo Coroamento: 3,45 km Largura: Saia 50m / Crista 7m Comprimento: 650 M Altura Máxima: 60 M – Acima Da Fundação Tunel De Manutenção: 620 M Volume De Maciço: Ccr - 934.581,94,00 M³ Solo - 3.957.782,00 M³ Paredes De Solo Altura Máxima: 60m Largura: Maior Saia 150m - Crista 10m Comprimento Total: 10.620m Tomada D`Água Tipo: Torre-Galeria Altura: 64,5 M Comprimento: 194 M Tubulações: 2 – Com Diâmetro De 3,70 Cm Comprimento: 194m Casa De Válvulas Nº De Válvulas: 4 De 1.500mm De Diâmetro Válvulas Dispersoras: 2 (Instaladas) Descarga Máxima: 100 M³/S Casa De Força Potencial Total Instalável: 22,5 Megawatts Número De Turbinas: 2 Queda Bruta: 38,5 Mca Vertedouro Tipo: Superfície Com Perfil Creager Largura: 153m Altura Total: 55m / Cota 95 Descarga Máxima: 12.345 M³/S De Água Tipo De Comporta: Segmento Quantidade: 12 Unidades Dimensões: 10m De Largura X 11,55m De Altura 
Dique Fusível Extensão: 750m Cota De Coroamento: 110 Largura Da Crista: 10m Altura Máxima Do Maciço: 5m Complexo Castanhão
- Desapropriação rural de 62.00 ha. e urbana de 1.030 prédios, sendo 800 em Jaguaribara e 230 em Jaguaretama;
- Construção da nova Cidade de Jaguaribara;
- Relocação da população rural estabelecida na bacia hidrográfica do Açude;
- Desmatamento de 30.000ha. de terras inundáveis;
- Execução de uma variante da BR 116, com 26 km de extensão;
- Ligação asfáltica, com 7 km de extensão e dotada de uma ponte rodoviária de 461 m entre BR 116 e a nova Cidade de Jaguaribara;
- Construção de três Estações Climatológicas, três Estações Sismológica e uma Estação Ecológica;
- Implantação dos Projetos de Irrigação: Alagamar, Curupati e Mandacaru que juntos, perfazem um total de 1.785ha.